# Мартіна Сабликова
Мартіна Сабликова (чеськ. Martina Sáblíková '[ˈmarcɪna ˈsaːbliːkovaː]ⓘ; 27 травня 1987, Нове Место-на-Мораві, Чехословаччина) — чеська ковзанярка. Трикратна олімпійська чемпіонка Олімпіали у Ванкувері, Сочі. Є лідером національної команди. Водночас, Мартіна є лідером в світовому жіночому ковзанярстві (в останні 3 роки) і має значні успіхи на світових форумах ковзанярів, завоювавши 4 золоті медалі на Чемпіонатах світу та має на своєму рахунку більше 30 перемог в інших престижних ковзанярських турнірах.

## Особисте життя
27 квітня 2025 року Саблікова у своїй публікації в Instagram повідомила, що є лесбійкою. Вона розповіла про свої дванадцятирічні стосунки з іншою чеською ковзаняркою Ніколою Здрагаловою.